# Igea Sonni
Igea Sonni (Cittanova, 20 luglio 1938 – L'Aquila, 5 settembre 2018) è stata un'attrice teatrale italiana.

## Biografia

### Un precoce debutto
Figlia di Corrado Sonni e di Gigliola Girola (sorella di Giulio Girola), inizia la sua carriera ancora in fasce nella compagnia diretta da suo nonno, Felice Girola.
Ricopre i ruoli adatti alla sua età fino a diventare prima attrice giovane. Nel 1949 la direzione della compagnia passa allo zio, Giulio Girola,  ritrovando una nuova popolarità grazie alla realizzazione di un teatro itinerante, il Carro di Tespi "Ermete Zacconi" che ottiene un notevole successo di critica e pubblico. Alla fine degli anni cinquanta la compagnia si scioglie e i suoi componenti vivono un periodo di difficoltà nell'inserimento in un ambiente teatrale fattosi nel frattempo più borghese e lontano dalle tradizioni dei figli d'arte.

### Un nuovo inizio
Nel 1955 è diretta dal padre Corrado nella Compagnia Spettacoli Gialli del Teatro dei Satiri di Roma, mentre negli anni sessanta recita, sempre con il padre, nel Don Gil dalle calze verdi di Tirso de Molina per la regia di Lucio Chiavarelli, ne Le metamorfosi di un suonatore ambulante, di e con Peppino De Filippo e ne Gli Uccelli di Aristofane con la regia di Giuseppe Di Martino. È a questi anni che risale anche una significativa esperienza nel teatro d'avanguardia con Carmelo Bene.

### L'esperienza con lo Stabile dell'Aquila
La svolta in questa fase della sua carriera arriva quando approda al Teatro Stabile dell’Aquila, con cui inizia un sodalizio che durerà fino al 1983: a inaugurarlo è, nel 1964, L'uomo, la bestia e la virtù di Luigi Pirandello, regia di Paolo Giuranna. A questo seguono molti altri spettacoli, anche se le esperienze più significative arrivano con Giancarlo Cobelli, per la regia del quale interpreta il personaggio della pazza di Saint-Sulpice ne La pazza di Chaillot  (1973/74) di Jean Girardoux, accanto a Tino Schirinzi  e Piera Degli Esposti, cui seguono La figlia di Iorio di Gabriele D'Annunzio e nel 1974/75 Antonio e Cleopatra di Shakespeare. 
Negli anni successivi a Cobelli subentra Antonio Calenda e sotto la sua regia Igea Sonni interpreta diversi ruoli importanti tra cui nel 1976 quello di Fontanelle, figlia di Re Lear, nell'omonima tragedia di Edward Bond, e nel 1979 Maria Magdalena ne La Rappresentazione della Passione che vede protagonista Elsa Merlini.

### Teatro e cinema
Nel 1983 lascia il Teatro Stabile e inizia una serie di nuove esperienze teatrali e cinematografiche.  
Nel 2004 gira  La figlia di Iorio - il film, in cui interpreta il personaggio di Candia della Leonessa per la regia di Mario Di Iorio, che la sceglie poi come protagonista del film Isola, la cui distribuzione viene però bloccata per questioni burocratiche. 
Nel 2005 interpreta la Priora ne I dialoghi delle Carmelitane di Georges Bernanos, per la regia di Gian Marco Montesano, un ruolo che le fa ottenere un grande successo di pubblico e critica.
Nell'anno successivo lascia il teatro, e si ritira nella sua casa di Navelli, in Abruzzo.
Muore a L'Aquila il 5 settembre 2018.

## Teatro
Tra le rappresentazioni dell'attrice si ricordano:
- L'uomo, la bestia e la virtù di Luigi Pirandello - regia di Paolo Giuranna (1964/65)
- Ed egli si nascose di Ignazio Silone - regia di Giacomo Colli (1965/66)
- Il Pellicano di August Strindberg - regia di Gian Pietro Calasso (1966/67)
- La cavalcata dei bugiardi di Anna Maria Romagnoli - regia di Alberto Gagnarli (1971/72)
- La pazza di Chaillot di Jean Girardoux - regia di Giancarlo Cobelli (1972/73)
- La figlia di Iorio di Gabriele D'Annunzio - regia di Giancarlo Cobelli (1972/73)
- Cyrano di Bergerac di Edmond Rostand - regia di Marco Gagliardo (1973/74)
- Gesta, amori, tornei e battaglie del Cid Campeador, testo e regia di Alessandro Giupponi (1974/75)
- Lear di Edward Bond - regia di Antonio Calenda (1975/76)
- Antigone di Sofocle - regia di Antonio Calenda (1975/76)
- Herr Brecht - testo e regia di Antonio Calenda (1975/76)
- A piacer vostro di William Shakespeare - regia di Antonio Calenda (1976/77)
- La rappresentazione della passione di anonimo medioevale - regia di Antonio Calenda (1977/78/79)
- La madre di Bertolt Brecht - regia di Antonio Calenda (1978/79)
- Operetta di Witold Gombrowizc - regia di Antonio Calenda (1980/81)